# H. M. Gehrckens

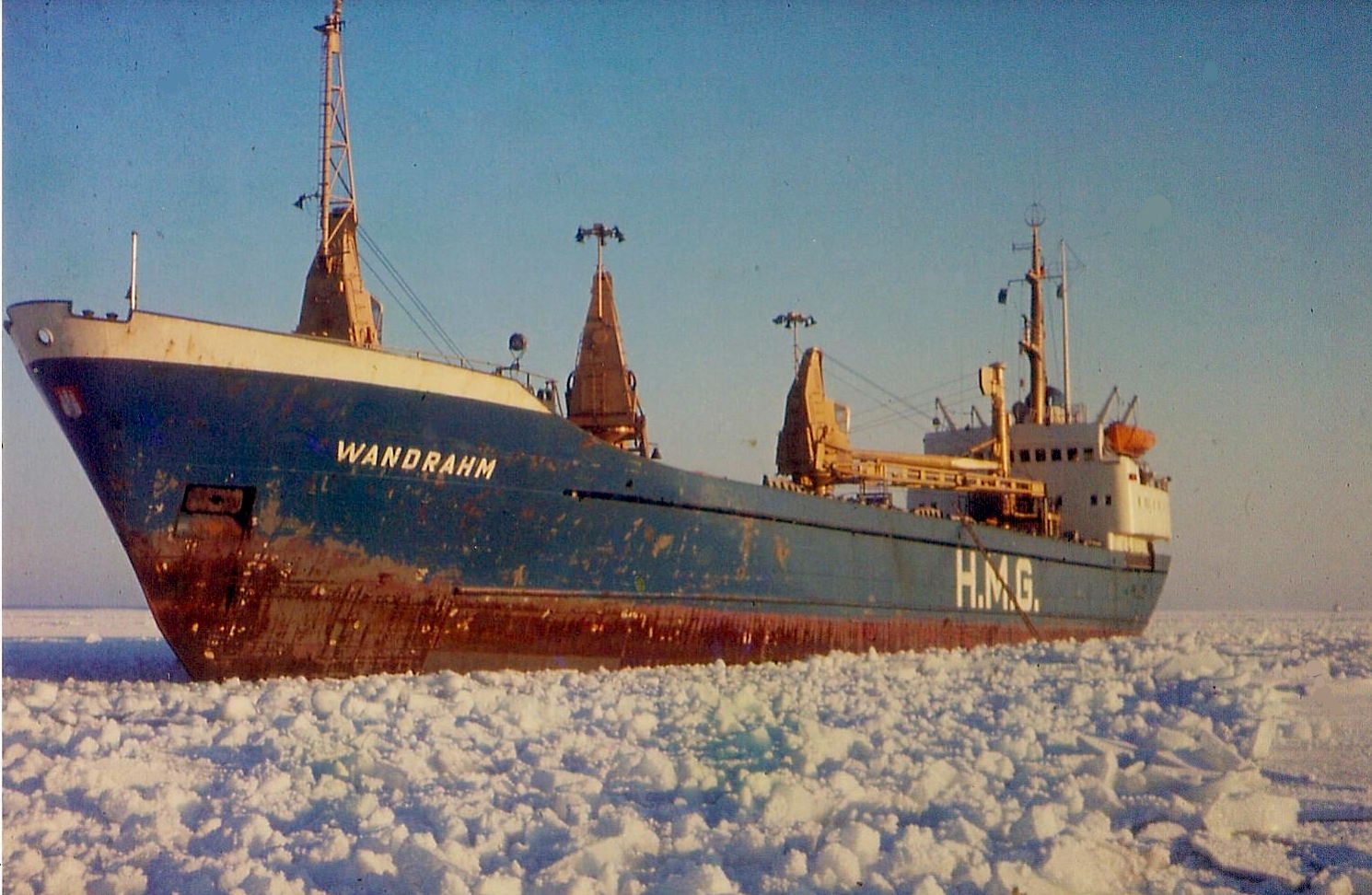
Die 1966 gebaute Wandrahm

H. M. Gehrckens ist eine ehemalige Hamburger Reederei, die auch unter dem Kürzel H.M.G bekannt war.

## Geschichte
Gegründet um 1830 mit einigen gebrauchten Segelschiffen, wurde die Reederei von Heinrich Martin Gehrckens (H.M.G. I) (1806–1872) sehr bald besonders auf der Ostsee- und Westafrikafahrt bekannt. Das erste Schiff war die Galeasse Florentine II. 1869 verfügte Heinrich Martin I. bereits über acht Segelschiffe. H.M.G. II (1837–1915) trat kein leichtes Erbe an. Privat musste er seine Mutter und seine sieben Geschwister abfinden, die alle am väterlichen Vermögen erbberechtigt waren. Die Reichsgründung 1871 gab der deutschen Seefahrt mächtige Impulse, doch H.M.G. II beteiligte sich nicht an den Neugründungen, die eine starke Verschmelzung von Unternehmertum, Großbanken und Überseefahrt brachten. Er ging seine eigenen Wege. Um die Firma lebensfähig zu halten, schaltete er sich in die Dampferlinienfahrt ein. Zunächst wurde er Mitinhaber der unter englischer Flagge fahrenden Kings-Lynn-Line, die er später ganz übernahm. Die Reederei stellte sich bald ganz auf Dampfschiffe um und konnte sich dadurch auch mit ihrem ersten Liniendienst von Hamburg nach Stockholm etablieren.
H. M. Gehrckens betätigte sich von Anfang an als Linienreederei hauptsächlich in der Nord- und Ostseefahrt und trug dazu an dem Aufbau und der Entwicklung der Linienschifffahrt zwischen Deutschland, Finnland und Schweden einen wesentlichen Anteil bei. Ab etwa 1875 waren H.M.G.-Schiffe in regelmäßiger Fahrt zwischen Schweden und Deutschland sowie ab etwa 1885 im Verkehr zwischen finnischen und deutschen Häfen eingesetzt. Während H. M. Gehrckens zunächst seine Schiffe als Einzelreeder eingesetzt hatte, erfolgte später und bis zum Ende des Bestehens der Reederei die Durchführung dieser Dienste in Zusammenarbeit mit einigen Partnern: der Hamburger Ernst Russ Reederei, der Hamburger Mathies Reederei, Helsinkis Finska Ångfartygs Aktiebolaget und Stockholms Rederiaktiebolaget Svea.
Unter H.M.G. III (1864–1951) spezialisierte sich die Reederei auf das Durchfrachtengeschäft, für das Hamburg nach der Eröffnung des Nord-Ostsee-Kanals im Jahr 1895 günstig lag. Zum Beispiel lieferten sie südamerikanischen Kaffee nach Schweden und von dort Eisen nach England oder Speck und Mehl aus den USA nach Finnland und von dort Butter nach England. Vor dem Ersten Weltkrieg hatte sie im Mittel 14 Schiffe im Einsatz. Nach dem Ersten Weltkrieg mussten viele Schiffe abgegeben werden und H.M.G. III baute die Reederei mühsam mit Hilfe seines in die Firma 1919 eingetretenen Sohnes H.M.G. IV (* 1890) aus erster Ehe wieder auf. Dabei arbeitete er wieder mit der Mathies-Reederei zusammen.
Nach dem Zweiten Weltkrieg begann die Reederei wieder neu, erst mit einem Güterumschlagsbetrieb im Hamburger Raum und dann 1947 mit fünf alten Frachtdampfern. Diese waren ihre alten Schiffe, die sie damals von der Militärregierung zurückerhielt oder erwarb. Davon war die Söderhamn mit ihren 1499 BRT anfangs das Flaggschiff der gesamten in Deutschland verbliebenen Handelsflotte. Die Gehrckens’schen Dampfer wurden zu dieser Zeit größtenteils in die Fahrt mit dem aus deutschen Wäldern geschlagenen Bau- und Grubenholz nach England beschäftigt. 1949 war die Brook von Gehrckens der erste Frachtschiffneubau in Deutschland.
Dann wurden Liniendienste nach Nordwestafrika eingerichtet, einer in Gemeinschaft mit der Firma Gebr. van Udens Scheepvaart & Agentuur Mij., Rotterdam, und ein anderer zusammen mit der früher in Stettin ansässigen Reederei Franz L. Nimtz im Rahmen des hierfür gegründeten Hanseatischen Afrika Dienstes. Dazu wurde in Verbindung mit der Nordafrikafahrt während der spanischen Orangensaison ein spezieller Fruchtdienst von Häfen der spanischen Ostküste nach nordeuropäischen Häfen aufgenommen.
Mitte 1955 verfügte die Reederei über 14 Schiffe (darunter zwei Schiffe der Atlanta Schiffahrts GmbH) mit insgesamt circa 29.510 Tonnen Tragfähigkeit (tdw), die in regelmäßiger Fahrt nach Schweden, Finnland, Marokko und Westafrika eingesetzt waren. 1955 kamen drei neue Schiffe mit zusammen rund 7900 tdw hinzu. Damit wurde die Flottenkapazität auf ca. 38.000 tdw erhöht. Von diesen Neubauten wurden zwei Schiffe speziell für den Nordseedienst mit höchster Eisklasse ausgestattet. Diese Schiffe waren bereits mit Diesel- und Elektro-Diesel-Antrieb versehen.
Von Juli 1967 bis Anfang 1972 betrieben die Hamburger Reedereien Mathies und H. M. Gehrckens zusammen mit der Reederei Nordström & Thulin aus Stockholm zwei neugebaute ConRo bzw. RoRo-Schiffe, die Hansa und Wasa des Sietas Typs 52 unter dem gemeinsamen Namen Teamline. Mitte der 1970er Jahre zählte Gehrckens zu den Gründungsmitgliedern der Railship AG, die bis 2002 die Eisenbahnfähren Railship I, Railship II und Railship III betrieb. Die Reederei erlosch 1988 als eigenständiges Unternehmen und ging in den Reedereien Railship und Team Lines auf, wobei Gehrckens' Liniendienst in letzterer eingebracht wurde.
Der 1958 gebaute und bis 1970 von Gehrckens betriebene Stückgutfrachter Bleichen wird als Museumsschiff restauriert.
Die Flagge der Reederei war blau mit den Initialen H.M.G.